# Johan Leysen (acteur)
Johan Leysen (Hasselt, 19 februari 1950 – Gent, 30 maart 2023) was een Vlaams acteur met een Europese film- en theatercarrière.

## Loopbaan
Leysen studeerde in 1974 af aan de Studio Herman Teirlinck. Zijn theatercarrière in Nederland speelde zich eerst af bij Toneelgroep De Appel, het Publiekstheater, Baal en het RO Theater. De mogelijkheid in 1983 mee te spelen in Je vous salue, Marie van Jean-Luc Godard deed hem naar Frankrijk verhuizen. Er volgde een reeks Franse en andere Europese filmrollen (met zelfs rollen in het Spaans en het Japans). In 2007-2009 speelde hij twee seizoenen mee als 'Hirohito' op de planken in Wolfskers van Het Toneelhuis. Ook speelde hij mee als 'commentator' in de theaterproductie End van  Kris Verdonck.
In 1993 won Leysen de prijs als Beste Acteur op het Internationaal film festival van Montreal voor zijn rol in Trahir. In 1997 kreeg hij een nominatie voor een Gouden Kalf als Beste Acteur in Tralievader. In 1998 kreeg hij het Gouden Kalf als Beste acteur voor de hoofdrol in Felice... Felice....
In 2022 speelde Leysen de hoofdrol in de tragikomedie Pink Moon waarin hij als vader Jan, tijdens een familiediner aangeeft te willen stoppen met leven.

## Privéleven
Zijn vader was Bert Leysen, de eerste directeur van de BRT televisieomroep. Hij heeft in totaal acht broers en zussen en was de tweelingbroer van festivaldirecteur en curator Frie Leysen. In zijn Nederlandse jaren was hij gehuwd met cineaste Rita Horst, met wie hij een dochter Eva Leysen kreeg. Sinds 2000 woonde hij in Parijs.
Hij overleed op 30 maart 2023 op 73-jarige leeftijd in Gent aan een hartstilstand.

## Filmografie (selectie)

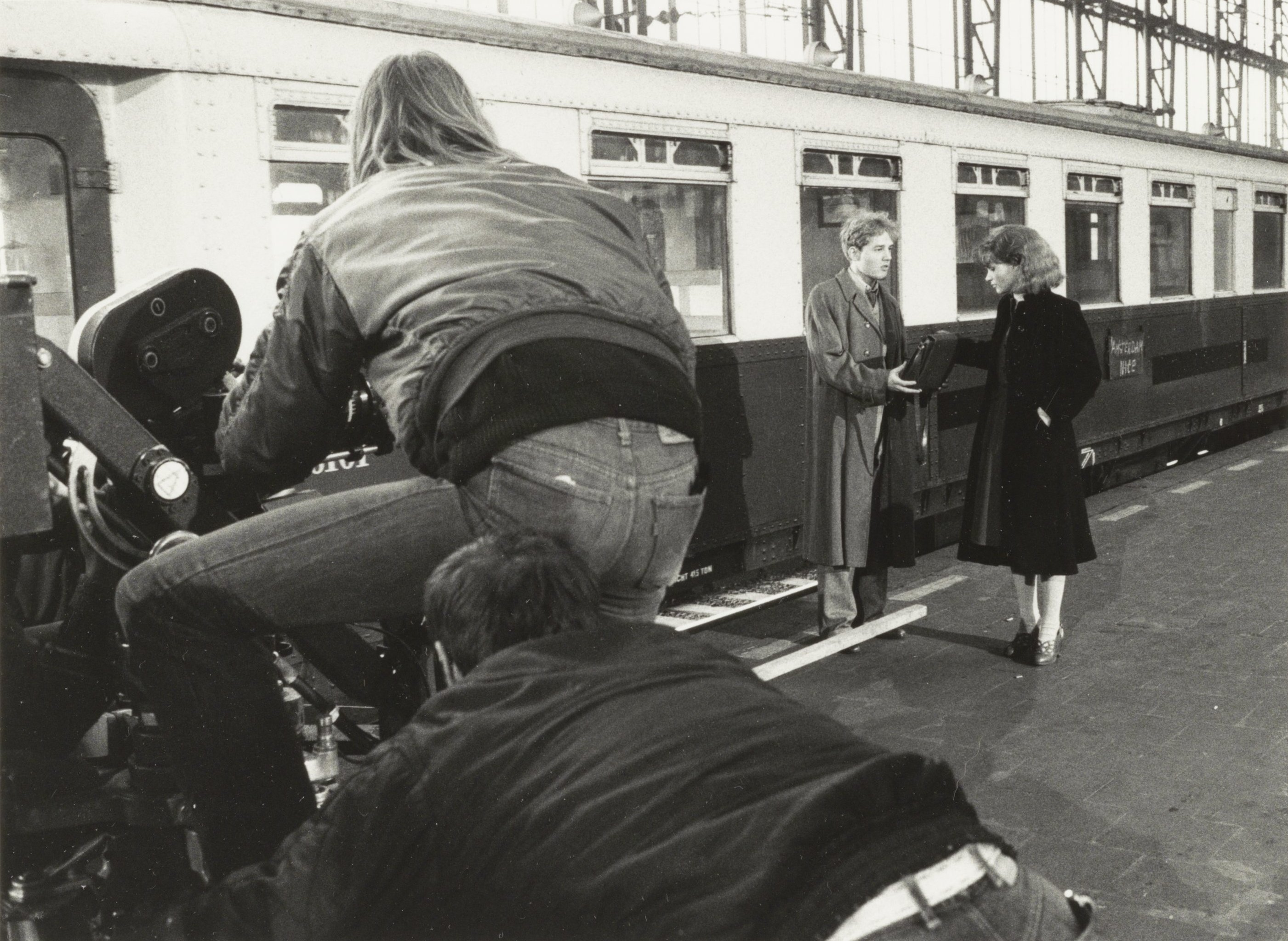
Leysen en Renée Soutendijk op de set van Het meisje met het rode haar

- 1981: Het meisje met het rode haar als Frans
- 1984: De grens als Hans Deitz
- 1984: Gebroken spiegels als de baas
- 1985: De Prooi als Mellema
- 1985: Je vous salue, Marie (niet gecrediteerd)
- 1987: Ei als Johan
- 1990: Romeo als Matthijs
- 1990: Alissa in Concert als ziekenbroeder
- 1991: Eline Vere (film) als Henk van Raat
- 1992: De Johnsons als Dr. Johnson
- 1992: Boven de Bergen als Vincent
- 1993: Daens als Schmitt
- 1993: Trahir als George Vlaicu
- 1994: La Reine Margot (1994) als Maurevel
- 1995: Tralievader als vader
- 1996: Tykho Moon als Tykho Moon
- 1996: De langste reis als Mertens
- 1998: Felice... Felice... als Felice Beato
- 1998: Muttertag als Dr. de Koning
- 1999: Missing Link (film) als "Prof. Oudewetering"
- 2000: Le Roi Danse als Robert Cambert
- 2000: Faites comme si je n'étais pas là als René
- 2001: Le pacte des loups als Antoine de Beauterne
- 2001: De 9 dagen van de gier (televisieserie) als politie-inspecteur Martin Jonker
- 2002: Tattoo als Frank Schoubya
- 2002: De Enclave als George Terhoef
- 2002: Moonlight als father
- 2002: La Sirène rouge als Travis
- 2003: Grimm als vader
- 2005: Miss Montigny als Antonio
- 2005: Een ander zijn geluk als Francis
- 2006: Le Lièvre de Vatanen als Peter
- 2007: A Lapse of Memory als Henry
- 2008: Élève libre als Serge
- 2008: Zomerhitte als de Mummy
- 2008: De Smaak van De Keyser als de oudere Jacques Marchoul
- 2009: Soeur Sourire als Père Jean
- 2010: The American als Pavel
- 2012: The Spiral als Victor Detta/Arturo
- 2013: Het vonnis als Meester Jan De Cock
- 2013: Cadence Obstinées als Wladimir
- 2013: Jeune et Jolie als Georges Ferriere
- 2014: The missing als Karl Sieg
- 2015: Gluckauf als Vester
- 2015: Le Tout Nouveau Testament als de man van Martine
- 2015: La Volante als Eric Lemans
- 2015: Malgré la nuit als Vitali
- 2016: Louis-Ferdinand Céline als Thorvald Mikkelsen
- 2016: The Afghan
- 2016: Souvenir als Tony Jones
- 2016: Waldstille als Ben's vader
- 2016: Le Passé devant nous als George
- 2017: Façades als Jean
- 2017: Resurrection als oude kluizenaar
- 2018: Claire Darling als priester Georges
- 2019: Zénon l'Insoumis, entre Marguerite Yourcenar et André Delvaux
- 2022: Pink Moon als Jan
- 2022: Pandore als Simon Delval
- 2023:  Onder de Blote Hemel  als opa Note
- 2023: Temps mort als vader van Bonnard

- Bibsys: 10027775
- Biblioteca Nacional de España: XX1784885
- Bibliothèque nationale de France: cb14655525q (data)
- Gemeinsame Normdatei: 173774423
- International Standard Name Identifier: 0000 0003 7482 5497
- Library of Congress Control Number: nr97042585
- MusicBrainz: 2f1d712d-9bad-48ed-802a-b2d86a26c4a8
- Nationale Bibliotheek van Tsjechië: xx0176895
- Nationale Bibliotheek van Israël: 987007350436505171
- Nederlandse Thesaurus van Auteursnamen: 071917349
- Système universitaire de documentation: 080242111
- Virtual International Authority File: 198747590
- WorldCat: E39PBJy4gPq8vkqgYm9vqQkYyd